# Женисјо
Женисјо (фр. Génissieux) насеље је и општина у источној Француској у региону Рона-Алпи, у департману Дром која припада префектури Валанс.
По подацима из 2011. године у општини је живело 1981 становника, а густина насељености је износила 221,84 становника/km². Општина се простире на површини од 8,93 km². Налази се на средњој надморској висини од 164 метара (максималној 303 m, а минималној 177 m).

## Демографија
| 1962. | 1968. | 1975. | 1982. | 1990. | 1999. | 2011. |
| ----- | ----- | ----- | ----- | ----- | ----- | ----- |
| 589   | 655   | 765   | 1.125 | 1.584 | 1.826 | 1.981 |

График промене броја становника у току последњих година